# Holiday Airlines
Holiday Airlines (im Außenauftritt teilweise nur Holiday) war eine türkische und teilstaatliche Charterfluggesellschaft.

## Geschichte

### 1994
Holiday Airlines nahm den Flugbetrieb in der Sommersaison 1994 mit zwei geleasten Airbus A320 auf. Dieser musste jedoch einen Monat ruhen, nachdem für Holiday Airlines bürokratische Hindernisse entstanden waren. Mitte Juli 1994 wurde der Flugbetrieb mit zusätzlich angemieteten Airbus A300 und Airbus A310 wieder aufgenommen.
Bereits Ende November 1994 wurde der Flugbetrieb ein weiteres Mal eingestellt, da die Leasinggesellschaft die beiden Airbus A320 wegen ausstehender Zahlungen an den Flughäfen Düsseldorf und Hannover festgesetzt hatte.
Infolgedessen retournierte Holiday Airlines die beiden Flugzeuge.

### 1995–1996

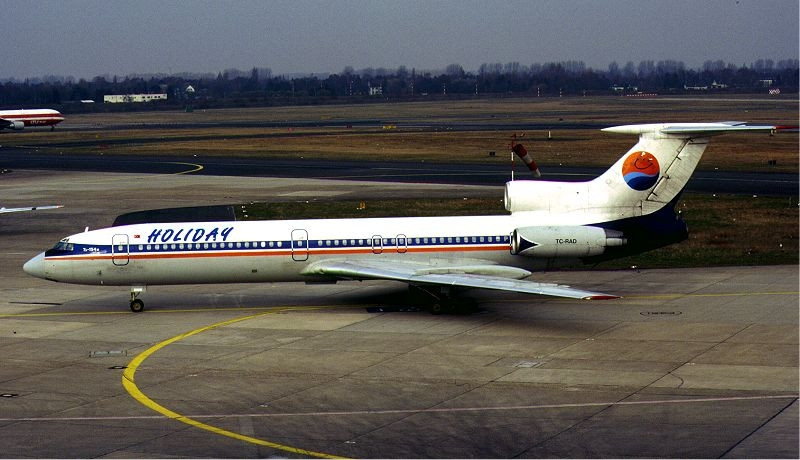
Tupolev Tu-154 der Holiday Airlines

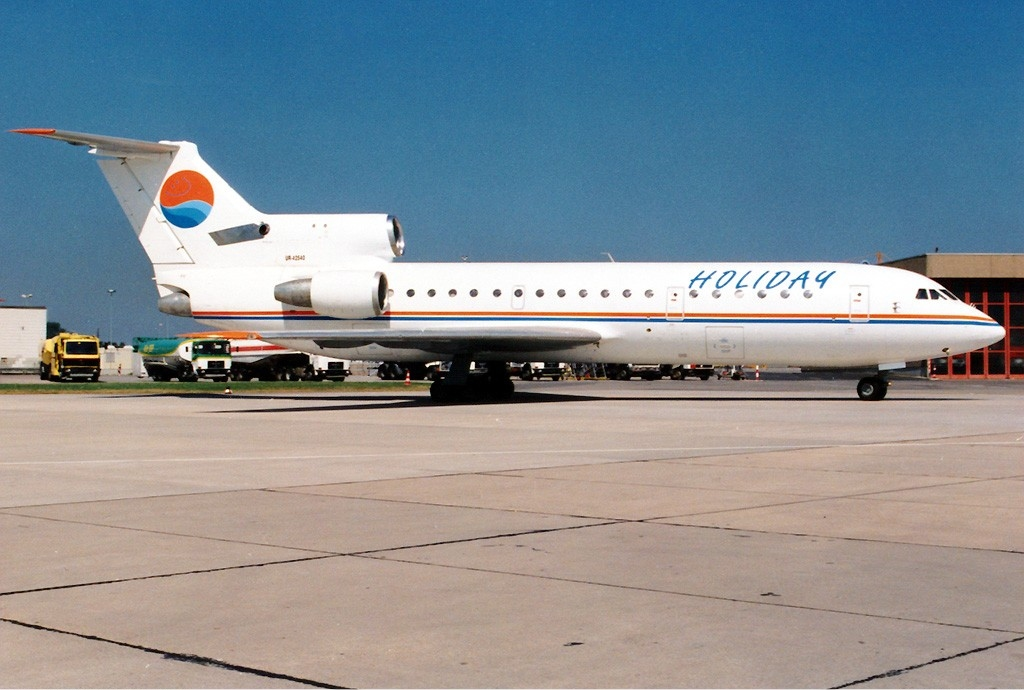
Holiday Airlines Jakowlew Jak-42

Zur Sommersaison 1995 startete Holiday Airlines mit geleasten Airbus A300. Wie bereits im Vorjahr wurden bei Kapazitätsengpässen vorübergehend Flugzeuge anderer Typen angemietet. Hierbei handelte es sich hauptsächlich um russische Maschinen, die der Gesellschaft zum Verhängnis wurden. Nach dem Absturz eines Birgenair-Fluges in der Karibik stuften die deutschen Medien grundsätzlich alle russischen Flugzeuge als unsicher ein. Auch die kurzfristige Anmietung einer TriStar und eines weiteren Airbus A300 konnten nicht verhindern, dass der Gesellschaft am 10. September 1996 vorläufig der Einflug nach Deutschland verboten wurde. Die noch in Deutschland auf ihren Abflug wartenden Flugzeuge wurden prompt von einer Einsatzgruppe des Luftfahrt-Bundesamtes in Begleitung eines Fernsehteams untersucht. Dabei wurden einige Mängel entdeckt, die dafür sorgten, dass der Gesellschaft im November 1996 per richterlicher Entscheidung endgültig der Einflug nach Deutschland verboten wurde. Infolgedessen stellte die Gesellschaft den Betrieb ein.

## Flugziele
Es wurden hauptsächlich Flüge von deutschen Flughäfen zu touristischen Zielen in der Türkei durchgeführt.

## Flotte

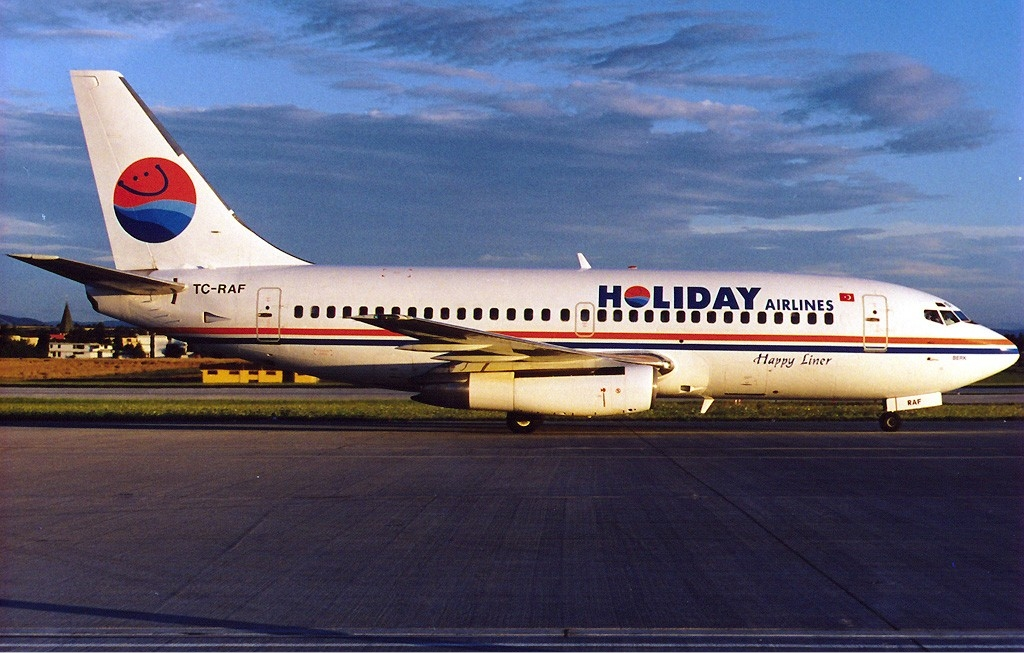
Boeing 737-200 der Holiday Airlines

Mit Sommer 1996 bestand die feste Flotte der Holiday Airlines aus sieben Flugzeugen:
- 4 Airbus A300
- 1 Boeing 727
- 2 Boeing 737
- 1 Lockheed L-1011 TriStar

Hinzu kamen unterschiedliche, bei Bedarf für einen kurzen Zeitraum angemietete Flugzeuge.